# الکسی کروپنیاکف
الکسی کروپنیاکف (به قرقیزی: Алексей Крупняков) (زادهٔ ۲۸ مهٔ ۱۹۷۸) کشتی‌گیر سابق روس‌تبار است که در دستهٔ وزنی سنگین‌وزن کشتی آزاد برای قرقیزستان رقابت می‌کرد. او برندهٔ یک مدال برنز مسابقات قهرمانی کشتی جهان (۲۰۰۵) و نیز یک مدال نقره (۲۰۰۲) و یک برنز (۲۰۰۶) از بازی‌های آسیایی است. کروپنیاکف همچنین یک مدال طلا (۲۰۰۷) و دو نقره (۲۰۰۴، ۲۰۰۶) را از مسابقات قهرمانی کشتی آسیا کسب کرده است.
کروپنیاکف همچنین ملی‌پوش دستهٔ سنگین‌وزن تیم ملی کشتی آزاد قرقیزستان در دو دورهٔ بازی‌های المپیک ۲۰۰۴ آتن و ۲۰۰۸ پکن بود. او در مسابقات قهرمانی جهان ۲۰۱۰ مسکو، دومین مدال برنز خود را در مسابقات قهرمانی جهان کسب کرد اما پس از مثبت شدن تست دوپینگ، مدال او پس گرفته و به مدت دو سال از میادین محروم شد.